# 亞沃爾和希維德尼察的和平教堂
和平教堂（波蘭語：Kościoły Pokoju）是位於波蘭下西里西亞省的歐洲最大的木質宗教建築群，為福音派的教堂，修建在17世紀中期西發里亞和約簽訂之後。2001年，和平教堂被登錄為世界文化遺產。現在被登錄為世界遺產的和平教堂包括位於扎沃爾和希維德尼察的兩處教堂。2005年，為慶祝和平教堂修建350週年，波蘭和德國聯合修復了和平教堂。

## 外部連結
- Church Of Peace in Jawor - photo gallery
- Church of Peace in Świdnica （波兰語）